# 放射発散度
放射発散度（ほうしゃはっさんど、英: radiant emittance、radiant exitance）とは、放射源表面の放射エネルギーの強度、すなわち時間・面積毎のエネルギー量を表す物理量である。
SIにおける単位は、ワット毎平方メートル（記号: W m−2）。
放射照度は同じ単位を持つが、放射照度は照射される対象の指標であり、放射発散度は放射源の指標である。
例えば、パラボラアンテナを送信機として使う場合、1次輻射器から放射されたエネルギーは一度反射器に照射され、そこから外に放射される。
放射発散度と放射照度を合わせて、放射束密度（ほうしゃそくみつど、英: radiant flux density）と呼ぶこともある。

## 定義

放射源の表面上の微小な表面積 dS から射出される放射束を Φsrc とするとき、放射発散度は
{\displaystyle M={\frac {d\varPhi _{\text{src}}}{dS}}}
で定義される。

## 他の放射量との関係
放射源が照射された電磁波を反射する反射面である場合、放射照度を E、反射率を ρ として
{\displaystyle M=\rho E}
である。また、背面からの照射を透過する透過面である場合、透過率を τ として
{\displaystyle M=\tau E}
である。
放射源の表面上の点から r の方向への放射輝度を L とすると、放射源表面の外側の半球の範囲で積分すれば、放射発散度が
{\displaystyle M=\int _{\text{ext}}L\cos \theta \,d\omega =\oint d\phi \int _{0}^{\pi /2}L(\theta ,\phi )\cos \theta \,d\theta }
で与えられる。ここで cosθ は r の方向余弦であり、微小表面積 dS の法ベクトルを n とすれば
{\displaystyle \cos \theta ={\hat {\boldsymbol {r}}}\cdot {\boldsymbol {n}}} である。放射輝度 L が方向によらない場合は M = πL となる。

## 特徴
光の光束発散度と対応しており、平面状の放射源から放射されるエネルギーの指標である。放射発散度は放射束の放射方向にも依存し、斜め方向に出射する場合には放射束が同じ量なら密度が高くなるため放射発散度が高くなる。放射発散度と放射束の違いは、エネルギーを放射している物体の面積を考慮するかしないかである。例えば、同じ大きさのパラボラアンテナの放射源でも、強いエネルギーをパラボラアンテナに放射すれば放射発散度は大きくなり送信されるエネルギーも大きくなる。